# Gooise Meren
Gooise Meren – gmina w Holandii (w prowincji Holandia Północna). Populacja gminy Gooise Meren wynosi ponad 56 tys. mieszkańców, a powierzchnia 77 km².
Gooise Meren została utworzona 1 stycznia 2016 roku, z połączenia zlikwidowanych gmin: 

herb

- Bussum
- Muiden
- Naarden

## Polityka
Rada gminna Gooise Meren składa się z 31 miejsc, podzielono je w następujący sposób:
- VVD - 8 miejsc
- CDA - 5 miejsc
- D66 - 5 miejsc
- PvdA - 4 miejsca
- Zielona Lewica (Holandia) - 3 miejsca
- 50PLUS - 2 miejsca
- Hart voor Bussum - 2 miejsca
- Gooise Ouderen Partij - 2 miejsca